# Pangrapta apicinota
Pangrapta apicinota är en fjärilsart som beskrevs av George Francis Hampson 1896. Pangrapta apicinota ingår i släktet Pangrapta och familjen nattflyn. Inga underarter finns listade i Catalogue of Life.